# Planetary Annihilation
Planetary Annihilation est un jeu vidéo sur PC de stratégie en temps réel développé et édité au départ par Uber Entertainment qui comprend au sein de son équipe plusieurs vétérans de l'industrie du jeu vidéo ayant travaillé sur Total Annihilation et Supreme Commander. Il sort en 2014 sur Windows, Mac et Linux. L'extension autonome Planetary Annihilation : Titans est sortie en 2015. Depuis 2018, Planetary Annihilation Inc. maintient le développement de Planetary Annihilation et de Planetary Annihilation : Titans via des ajouts continus de contenu et des modifications d'équilibre.

## Système de jeu
Planetary Annihilation est décrit par Canard PC comme un héritier spirituel de Total Annihilation et Supreme Commander.
Lors d'interviews à PC Gamer et Joystiq, Jon Mavor, développeur principal du jeu, a déclaré que la complexité et la durée du jeu pouvaient varier, allant d'escarmouche à deux joueurs d'une demi-heure à de longues parties avec potentiellement 40 joueurs. Cette possibilité, à la sortie du jeu, n'était pas encore disponible.
Les créateurs du jeu ont déclaré que Planetary Annihilation ressemblerait à Total Annihilation, un jeu de stratégie en temps réel datant de 1997, car il est davantage axé sur le macro-jeu que sur le micro-jeu. Dans les mises à jour de développement, Mavor a indiqué qu'un "million" d'unités de jeu est un objectif de l'équipe de développement.
Le joueur est plongé dans un système de cartes composées de différents types de planètes, de lunes semblables et des astéroïdes. Les joueurs doivent conquérir un maximum de planètes et même des systèmes entiers sur des cartes qui comprendraient des "centaines de mondes", dans le cadre de la guerre galactique. Les planètes peuvent être elles-mêmes utilisées comme des armes pour annihiler d'autres planètes ou encore de catalyseurs, ce qui constitue un axe majeur pour Uber Entertainment. Un joueur a perdu quand son commandeur est détruit.

## Développement
Concepteur du moteur graphique de Total Annihilation, Jon Mavor a été le programmeur principal de Supreme Commander. Le style artistique du jeu a été conçu par Steve Thompson qui a également travaillé sur Total Annihilation et Supreme Commander. L'acteur vocal John Patrick Lowrie, qui a donné sa voix pour toutes les narrations de Total Annihilation, est également celui qui a travaillé sur Planetary Annihilation.
Mavor indique que la production des images du jeu a commencé en mai 2012. Il ajoute que trois mois avant l'annonce publique du jeu, Planetary Annihilation était en phase de développement depuis environ trois ans. De plus, les technologies de serveur et de moteur de jeu qui allaient supporter le jeu étaient eux aussi en cours de développement depuis plusieurs années. Enfin, une partie de la technologie de serveur avait déjà été intégrée à PlayFab, le réseau de serveurs dorsaux d'Uber Entertainment.

### Financement Kickstarter
Sur Kickstarter, le jeu a bénéficié d'un financement participatif à hauteur de 2 229 344 $ pour une demande initiale de 900 000 $ de la part de 44 162 contributeurs ainsi que 101 000 dollars supplémentaires via PayPal.

### Acquisition par Planetary Annihilation Inc.
En août 2018, une nouvelle société Planetary Annihilation Inc, formée de développeurs originaux du jeu ainsi que de contributeurs Kickstarter, ont obtenu les droits de Planetary Annihilation et de Planetary Annihilation : Titans. En février 2021, le jeu bénéficie toujours d'un soutien sous la forme de rééquilibrage et d'ajout d'unités. En outre, PA Inc. continue de soutenir les tournois et les événements saisonniers.

## Sortie
La version alpha a été lancée le 8 juin 2013 pour les backers de niveau alpha, avec un accès anticipé Steam depuis le 13 juin 2013. C'est un mois plus tard, le 26 septembre 2013, que la version bêta du jeu est disponible. Elle a ensuite été ouverte à tous les backers Kickstarter initiaux le 19 novembre. Le 6 décembre, la date de sortie finale a été reportée au début de l'année 2014. C'est finalement le 5 septembre 2014 sur Windows, Mac et Linux que le jeu est lancé dans sa version finale. Le 18 août 2015, Planetary Annihilation : Titans, un stand-alone paraît. Il ajoute 21 unités dont cinq unités de classe titan. Le jeu prend de la hauteur avec l'apparition d'un terrain à plusieurs niveaux tout en s'enrichissant d'un mode "prime". Enfin, le tutoriel est amélioré.

## Accueil
- Canard PC : 5/10[4]
- Eurogamer : 6/10[20]
- IGN : 4,8/10[21]
- Metacritic : 62/100[22]